# Максімовка
Максімовка (рум. Maximovca) — село в Аненій-Нойському районі Молдови. Утворює окрему комуну.

## Населення
За даними перепису населення 2004 року у селі проживали 1783 особи.
Національний склад населення села:
| Національність       | Кількість осіб | Відсоток   |
| -------------------- | -------------- | ---------- |
| українці             | 831            | 46,6%      |
| молдавани румуни     | 723 13         | 40,5% 0,7% |
| росіяни              | 175            | 9,8%       |
| болгари              | 18             | 1,0%       |
| гагаузи              | 6              | 0,3%       |
| поляки               | 3              | 0,2%       |
| інша / без відповіді | 14             | 0,8%       |
| Всього               | 1783           | 100%       |